# Decreto legislativo 18 agosto 2000, n. 267
Il decreto legislativo 18 agosto 2000, n. 267, che approva il testo unico delle leggi sull'ordinamento degli enti locali (abbreviato TUOEL, o meno correttamente TUEL), è una atto normativo della Repubblica Italiana regolante il funzionamento, le norme contabili e istituzionali valide per gli enti locali.

## Contenuto
Il decreto raccoglie l'ordinamento istituzionale e contabile degli enti locali: i comuni, le province, le città metropolitane, le comunità montane, le comunità isolane, l'unione di comuni.
Tra le novità introdotte dal TUOEL, vi sono:
- il potenziamento delle competenze dirigenziali estese, tranne in alcuni casi, a tutti gli atti di gestione e a quelli di natura amministrativa;
- l'attribuzione agli enti locali di una più ampia autonomia per la disciplina della selezione del personale;
- l'estensione degli spazi di partecipazione popolare ai cittadini dell'Unione europea ed agli stranieri soggiornanti regolarmente.

## Struttura
Il TUOEL è composto da 275 articoli. È diviso in quattro parti, ulteriormente divise in titoli, fatte salve le ultime due, le quali non hanno ulteriori suddivisioni.
- Parte I - Ordinamento istituzionale:
  - Titolo I - Disposizioni generali;
  - Titolo II - Soggetti;
  - Titolo III - Organi;
  - Titolo IV – Organizzazione e personale;
  - Titolo V – Servizi e interventi pubblici locali;
  - Titolo VI - Controlli;
- Parte II – Ordinamento finanziario e contabile:
  - Titolo I – Disposizioni generali;
  - Titolo II – Programmazione e bilanci;
  - Titolo III – Gestione del bilancio;
  - Titolo IV - Investimenti;
  - Titolo V - Tesoreria;
  - Titolo VI – Rilevazione e dimostrazione dei risultati di gestione;
  - Titolo VII – Revisione economico-finanziaria;
  - Titolo VIII – Enti locali deficitari o dissestati;
- Parte III – Associazioni degli enti locali.
- Parte IV – Disposizioni transitorie ed abrogazioni.